# Маријан Чавић
Маријан Чавић (Загреб, 10. март 1915 — Јасеновац, децембар 1941), учесник Народноослободилачке борбе и народни херој Југославије.

## Биографија
Рођен је 10. марта 1915. године у Загребу. Потицао је из радничке породице. Још у најранијој младости укључио се у рад револуционарног омладинског покрета, а када је постао радник-металац укључио се у рад Уједињених радничких синдиката (УРС). Убрзо је постао синдикални функционер и радио је на организацији многих синдикалних акција и штрајкова. Као истакнути борац за радничка права, Маријан Чавић је 1939. примљен у чланство тада илегалне Комунистичку партију Југославије (КПЈ). Непосредно уочи Другог светског рата постао је секретар Трећег рејонског комитета КП Хрватске у Загребу.
После окупације Југославије и формирања усташке Независне Државе Хрватске (НДХ), Маријан Чавић је организовао у свом рејону илегални рад и учествовао у диверзантским и другим акцијама, а помагао је и у раду Месног комитета КПХ за Загреб, у учвршћењу партијских организација. Одлуком Централног комитета КП Хрватске, Маријан је средином августа 1941. напустио Загреб и отишао у Карловац, како би помогао карловачкој партијској организацији у организовању ослободилачке борбе. Непосредно након доласка у Карловац, преузео је дужност секретара Месног комитета и члана Окружног комитета КПХ за Карловац. Заједно с Ивом Маринковићем и Јосипом Крашем, настојао је успоставити прекинуте везе са Загребом, Петровом гором, Горским котаром, Хрватским приморјем, Покупљем, Ликом и Банијом.
У веома тешким условима, они су успели да у Карловцу, пуном усташа и Италијана, у релативно кратком року обнове партијску организацију и оспособе је за даљи рад. Учвршћење партијске организације много је допринело развоју илегалног рада, па су из дана у дан постизани добри резултати, а ово је знатно утицало и на учвршћење скојевске организације у граду. Под руководством Маријана Чавића успешно је радила и организација жена и тајна партијска штампарија у Карловцу, смештена у Дубравцу.
Усташка полиција га је 16. октобра 1941. године, код књижаре „Фогина“ у Карловцу, изненадила и ухапсила. Знајући да је Маријан значајна личност у партијској организацији, усташка полиција га је подвргла мучењу, али им он није хтео одати чак ни своје име. Да би прекратио своје муке, Маријан Чавић је покушао извршити самоубиство. Међутим, желећи по сваку цену изнудити од њега информације, полиција га је однела у карловачку болницу на лечење.
Партијска организација у Карловцу је сазнала да се Маријан налази у болници, па је био направљен план за његово ослобођење из болнице. Једна група од 24 борца Првог кордунашког батаљона, предвођена Већеславом Хољевцем, преобучена у домобранске униформе стигла је у Карловац 17. новембра 1941. године. Иако је све текло по унапред утврђеном плану, акција спашавања није успела, јер су га усташе у међувремену поново вратиле у затвор, тако да га Хољевац са својим партизанима није нашао у болници. Партизански вод се, заробивши уз пут двојицу усташа, вратио истим путем којим је и ушао у Карловац. На мосту преко Коране дошло је до сукоба с Италијанима, али се вод успео повући на Петрову гору, оставивши иза себе неколико мртвих италијанских војника.
Маријан Чавић је после ове акције пребачен у Загреб. Тада је извршен још један покушај његовог спашавања и то заменом, али међутим, ни тај покушај није успео. Одведен је у логор Јасеновац, где је убијен децембра 1941. године.
Указом председника Федеративне Народне Републике Југославије Јосипа Броза Тита, 27. новембра 1953. године, проглашен је за народног хероја.